# Wibke Apholt
Wibke Apholt (* 9. Oktober 1971) ist eine Schweizer Gleitschirmpilotin aus Zug. Im Hauptberuf ist sie Zahnärztin.
Begonnen zu fliegen hat sie 1997. Wettkämpfe bestreitet sie seit 2003.
| Personendaten    | Personendaten                |
| ---------------- | ---------------------------- |
| NAME             | Apholt, Wibke                |
| KURZBESCHREIBUNG | Schweizer Gleitschirmpilotin |
| GEBURTSDATUM     | 9. Oktober 1971              |